# Kulik cienkodzioby
Kulik cienkodzioby (Numenius tenuirostris) – gatunek średniej wielkości ptaka wędrownego z rodziny bekasowatych (Scolopacidae). Krytycznie zagrożony wyginięciem, być może już wymarł.

## Systematyka
Gatunek ten po raz pierwszy zgodnie z zasadami nazewnictwa binominalnego opisał w 1817 roku Louis Pierre Vieillot, nadając mu nazwę Numenius tenuirostris, która obowiązuje do tej pory. Autor jako miejsce typowe wskazał Egipt. Nie wyróżnia się podgatunków.

## Występowanie
Jedyne potwierdzone miejsca gniazdowania tych ptaków mieściły się w latach 1909–1925 w pobliżu miasta Tara na północ od Omska (południowo-zachodnia Syberia). Analiza stabilnych izotopów zawartych w piórach egzemplarzy muzealnych wykazała, że główne tereny lęgowe znajdowały się na stepach północnego Kazachstanu i południowo-środkowej Rosji. Zimuje w Maghrebie, być może w północnym Egipcie, Mezopotamii i Jemenie. Trasa przelotu wiedzie przez Turkmenistan, stepy nadkaspijskie, Ukrainę, Bałkany, Grecję i Półwysep Apeniński. Podczas tej wędrówki kilkakrotnie pojawiał się w Polsce (jego obecność stwierdzono 7 razy). Druga trasa wiedzie na Bliski Wschód.

## Morfologia
WyglądBrak wyraźnego dymorfizmu, zarówno płciowego jak i wiekowego. Wierzch ciała szarobrązowy pokryty ciemnymi, wydłużonymi plamami. Spód ciała jasny, a brzuch i kuper białe. Na szyi i piersi również cętki. Ogon biały z ciemnym, poprzecznym prążkowaniem. Długi, łukowato zagięty ku dołowi dziób oraz nogi czarne.
Wymiary średniedługość ciała: 36–41 cm
rozpiętość skrzydeł: 80–92 cm
masa ciała: 255–360 g (u dwóch zbadanych osobników)

## Ekologia i zachowanie
BiotopTorfowiska o gęstej roślinności. Podczas migracji i na zimowiskach różnorodne typy siedlisk, w tym słone bagna, wilgotne łąki, stepy, stawy rybne, solniska, laguny z wodą słonawą, błotniste równie pływowe, a nawet półpustynie.
GniazdoNa ziemi w suchym miejscu.
JajaO zwyczajach lęgowych niewiele wiadomo. Znajdowano w maju gniazda z 4 jajami.
WysiadywanieInformacje niepewne.
PożywienieBezkręgowce, takie jak dżdżownice, owady i ich larwy, mięczaki czy skorupiaki.

## Status i ochrona
Międzynarodowa Unia Ochrony Przyrody (IUCN) od 1994 roku klasyfikuje kulika cienkodziobego jako gatunek krytycznie zagrożony (CR – Critically Endangered). Brak zweryfikowanych stwierdzeń tego ptaka od 2001 roku. Jeśli przetrwał, to jego populacja jest bardzo mała i liczy mniej niż 50 osobników.
W Polsce podlega ścisłej ochronie gatunkowej.